# 20 janvier 1943
Le mercredi 20 janvier 1943 est le 20e jour de l'année 1943.

## Naissances
- Annie Schwartz (morte le 9 août 2008), personnalité de La Duchère à Lyon et une auteure spécialisée dans l'histoire de ce quartier
- Armando Guebuza, homme politique mozambicain
- Czesław Kwieciński, lutteur polonais
- Fabián Vázquez, cavalier mexicain de concours complet
- Fazle Hussain, physicien américain
- Gérard Jeffray, personnalité politique française
- Herman Rouwé, rameur néerlandais
- Jacques Rocca Serra, personnalité politique française
- Jean-Pierre Boutinet, psychosociologue et universitaire français
- Louis Cardiet (mort le 28 avril 2020), footballeur français
- Margaret Archer, sociologue britannique
- Michel Bardes (mort le 21 mars 2017), joueur de rugby à XIII français
- Michel Serfaty, rabbin français

## Décès
- Akira Matsunaga (né le 21 septembre 1914), footballeur japonais (1914)
- Louis Foisil (né le 17 juin 1880), poète français
- Max Wladimir von Beck (né le 6 septembre 1854), politicien autrichien
- Mikhaïl Behrens (né le 16 janvier 1879), amiral russe
- Winford Lee Lewis (né le 29 mai 1878), chimiste américain

## Événements
- Début de la bataille de Neretva
- Création de la province de Kachkadaria en Ouzbékistan